# Gail Ricketson
Gail Ricketson   (Plattsburgh, 12 de setembre de 1953) és una ex-remadora estatunidenca que va competir durant la dècada de 1970.
El 1976 va prendre part en els Jocs Olímpics de Mont-real, on guanyà la medalla de bronze en la competició del vuit amb timoner del programa de rem.